# 昂布爾島

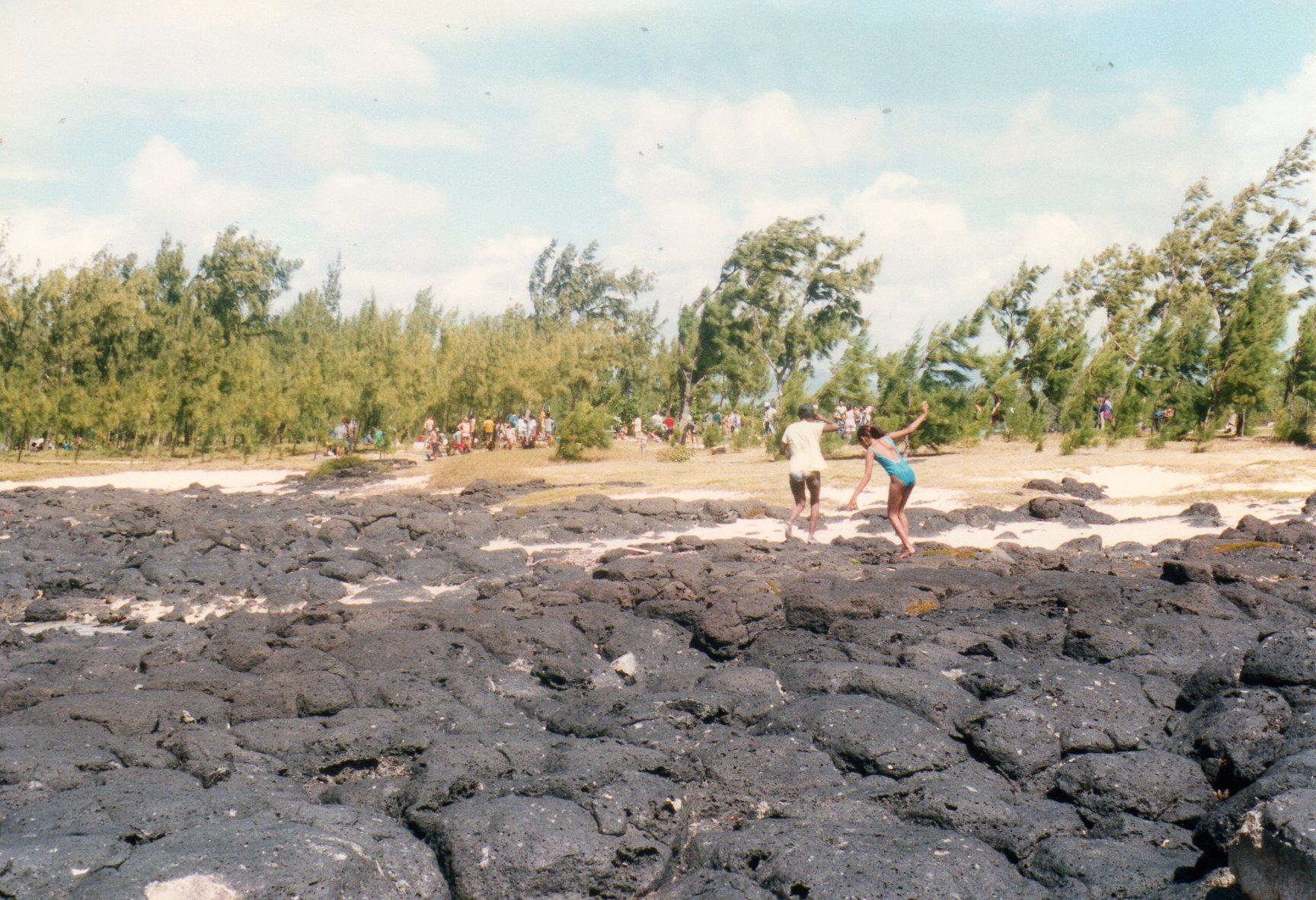
石头海岸

昂布爾島（法語：Île d'Ambre），又译为琥珀岛，是印度洋島國毛里裘斯的島嶼，屬於馬斯克林群島的一部分，位於該國東北面的印度洋，距離主島約400米，面積1.4平方公里，島上有棕櫚和紅樹林生長。